# Brain structure & function
Brain structure & function is een internationaal, aan collegiale toetsing onderworpen wetenschappelijk tijdschrift op het gebied van de anatomie en morfologie van de hersenen. De naam wordt in literatuurverwijzingen meestal afgekort tot Brain Struct. Funct. Het wordt uitgegeven door Springer Science+Business Media.
Het tijdschrift is in 2006 opgericht als opvolger van Anatomy and Embryology, een tijdschrift waarvan de geschiedenis teruggaat tot het jaar 1891.